# 1625 en philosophie
Chronologie de la philosophie
- 1621
- 1622
- 1623
- 1624
- 1625
- 1626
- 1627
- 1628
- 1629

L’année 1625 a été marquée, en philosophie, par les événements suivants :

## Publications
- Gaspard van Baerle : Manes Auriaci.

- Comenius : Centrum securitatis čili hlubina bezpečnosti.

- Jacques Gaffarel : Abdita divinae Cabalae mysteria contra Sophistarum logomachiam defensa, Paris, H. Blagaeart, 1625. Comme Pic de la Mirandole, il y définit la cabale. « l'explication mystique des écritures, explication qui fut transmise avant et après la venue du Christ ». Réponse aux Questions sur la Genèse du père Mersenne. Profonds mystères de la Cabale divine, trad. franç. de Samuel Ben-Chesed, Introduction du Dr Marc Haven, Paris, Beaudelot, 1912 ; réimpression anastatique, Milan, Éditions Archè, 1975  (ISBN 88-7252-106-8) ;

- Marin Mersenne : La vérité des sciences contre les septiques [sic] ou Pyrrhoniens : dédié à Monsieur, frère du roy par F. Marin Mersenne de l'ordre des Minimes chez Toussainct du Bray (Paris) Disponible sur Gallica. Édition et annotation par D. Descotes, Paris, Honoré Champion, 2003.

- Antoine Sandérus :  
  - Hagiologium Flandriae sive de sanctis eius provinciae liber unus, Anvers, 1625 (2e éd., Lille, 1639)
  - Elogia cardinalium sanctitate, doctrina et armis illustrium, Louvain, 1625.

## Naissances
- 10 juin  à Apáca (aujourd'hui Apața en Roumanie : János Apáczai Csere (Johannes Apacius de son nom latinisé[1], en hongrois Apáczai Csere János [ˈɒpaːtsɒi ˈtʃɛɾɛ ˈjaːnoʃ], en graphie de l'époque Apatzai Tsere Janos[2]), décédé le 31 décembre 1659 à Kolozsvár (Cluj) est un écrivain, pédagogue, encyclopédiste et philosophe d’expression hongroise et latine, adepte de Comenius et du système héliocentrique de Copernic. Il a été l’un des représentants les plus remarquables du cartésianisme en Transylvanie.

- 30 novembre à Clermont (aujourd'hui centre historique de Clermont-Ferrand) en Auvergne : Jean Domat, ou Daumat (décédé le 14 mars 1696), est un jurisconsulte français, chef de file du mouvement rationaliste en France au XVIIe siècle, auquel il a donné un élan décisif.

- 16 décembre à Weiden in der Oberpfalz (Bavière) : Erhard Weigel, mort le 20 mars 1699 à Iéna (Saxe-Weimar), est un mathématicien, astronome et philosophe allemand.